# Oberer Gaisalpsee
Der Obere Gaisalpsee ist ein 0,8 Hektar großer Hochgebirgssee auf 1769 Meter Höhe in den Allgäuer Alpen und zählt damit zum Naturschutzgebiet Allgäuer Hochalpen. Er hat keinen oberirdischen Abfluss und liegt in einer Geländestufe südlich oberhalb des Unteren Gaisalpsees (1508 m), die von Rubihorn, Gaisalphorn, Geisfuß, Gundkopf, Nebelhorn und Entschenkopf überragt wird.

## Zustieg
Der See liegt am Wanderweg von Reichenbach zum Nebelhorn über die Gaisalpe, Unteren Gaisalpsee, Geisfußsattel, Großen Gund und Edmund-Probst-Haus.

## Tourismus
Aufgrund der Lage im Naturschutzgebiet Allgäuer Hochalpen ist biwakieren, Feuer und Grillen, Flug mit Drohnen und das Hinterlassen von Müll verboten. Die Einhaltung des Verbots wird von den Behörden kontrolliert.

## Trivia
Das Kar und die beiden Seen sind vom Bayerischen Landesamt für Umwelt als wertvolles Geotop (Geotop-Nummer: 780R003) ausgewiesen.